# Draft 2009 de la NBA
2008 2010
La draft 2009 de la NBA est la 63e draft annuelle de la National Basketball Association (NBA), se déroulant en amont de la saison 2009-2010. Elle s'est tenue le 25 juin 2009 au Madison Square Garden de New York. Un total de 60 joueurs ont été sélectionnés en 2 tours.
Lors de cette draft, les équipes de la National Basketball Association (NBA) pouvaient sélectionner des joueurs issus de NCAA et d'autres joueurs de ligues étrangères.
La loterie pour désigner la franchise qui choisit en première un joueur, consiste en une loterie pondérée : parmi les équipes non qualifiées en playoffs, les chances de remporter le premier choix sont de 25% pour la plus mauvaise équipe, et de 0,5% pour la « moins mauvaise », où chaque équipe se voit confier aléatoirement 250 à 5 combinaisons différentes. Les Clippers de Los Angeles obtiennent le premier choix, alors qu'ils avaient 17,7% de chances de l'obtenir. Les Grizzlies de Memphis obtiennent le second choix (8,3%), le Thunder d'Oklahoma City, le troisième (13,2%), les Kings de Sacramento, le quatrième, alors qu'ils avaient pourtant le plus de chance d'obtenir le premier choix (35,8%) et les Wizards de Washington, le cinquième (13,7%).
Le premier choix de la draft, Blake Griffin, manque l'intégralité de la saison 2009-2010 pour cause de blessure. Il disputera sa première saison en 2010-2011 et remportera même le titre de NBA Rookie of the Year cette année-là. C'est le 4e choix de la draft, Tyreke Evans, qui remporte cette distinction pour cette saison.
Trois fils d'anciens joueurs NBA sont sélectionnés lors de cette draft : Stephen Curry, fils de Dell Curry, choisi au 7e rang ; Gerald Henderson Jr., fils de Gerald Henderson, choisi au 12e rang et Austin Daye, fils de Darren Daye, choisi au 15e rang.

## Règles d'éligibilité
À partir de la draft 2006 de la NBA, les joueurs lycéens ne sont plus éligibles pour la draft. L'accord collectif entre le syndicat des joueurs et la ligue a augmenté l'âge minimum de 18 à 19 ans.
- Tous les joueurs draftés, quelle que soit leur nationalité, doivent être nés avant le 31 décembre 1990 inclus (i.e. qu'ils doivent avoir 19 ans durant l'année civile de la draft).
- Les joueurs ayant été diplômés dans un lycée américain doivent avoir obtenu leur diplôme depuis au moins un an[4].

## Loterie
Les équipes participent à la loterie si elles ne se sont pas qualifiées pour les playoffs ou si elles ont acquis un choix lors d'un échange avec une équipe non qualifiée pour les playoffs. La NBA a effectué un tirage au sort le 19 mai 2009 afin de déterminer l'ordre de la sélection.
Quatorze balles de ping-pong numérotées de 1 à 14, furent placées dans une urne afin de créer 1001 combinaisons de quatre balles. Chaque équipe s'est vu attribuer un ensemble de combinaisons de quatre balles en fonction de leur record de victoires-défaites de la saison régulière 2008-2009. Trois combinaisons ont été tirées au sort afin de déterminer les trois premiers choix. Les choix suivants ont été répartis entre les équipes restantes en fonction de leur record de la saison régulière.
Les Clippers de Los Angeles, avec 17,7% de chance, obtiennent le premier choix, tandis que les Grizzlies de Memphis héritent du second choix, en ayant 8,3% de chances de l'obtenir. Le troisième choix est décerné ensuite au Thunder d'Oklahoma City.
Le tableau ci-dessous présente la probabilité pour chaque équipe de recevoir les différents choix.
| ^ | Signale le résultat de la loterie |

| Équipe                    | Chances | Choix | Choix | Choix | Choix | Choix | Choix | Choix | Choix | Choix | Choix | Choix | Choix | Choix | Choix |
| Équipe                    | Chances | 1er   | 2e    | 3e    | 4e    | 5e    | 6e    | 7e    | 8e    | 9e    | 10e   | 11e   | 12e   | 13e   | 14e   |
| ------------------------- | ------- | ----- | ----- | ----- | ----- | ----- | ----- | ----- | ----- | ----- | ----- | ----- | ----- | ----- | ----- |
| Kings de Sacramento       | 250     | 25,0% | 21,5% | 17,7% | 35,8% | —     | —     | —     | —     | —     | —     | —     | —     | —     | —     |
| Wizards de Washington     | 178     | 17,8% | 17,4% | 16,4% | 34,7% | 13,7% | —     | —     | —     | —     | —     | —     | —     | —     | —     |
| Clippers de Los Angeles   | 177     | 17,7% | 17,3% | 16,4% | 19,5% | 25,0% | 4,0%  | —     | —     | —     | —     | —     | —     | —     | —     |
| Thunder d'Oklahoma City   | 119     | 11,9% | 12,6% | 13,2% | 10,0% | 35,0% | 16,1% | 1,3%  | —     | —     | —     | —     | —     | —     | —     |
| Timberwolves du Minnesota | 76      | 7,6%  | 8,4%  | 9,5%  | —     | 26,2% | 38,5% | 9,3%  | 0,4%  | —     | —     | —     | —     | —     | —     |
| Grizzlies de Memphis      | 75      | 7,5%  | 8,3%  | 9,4%  | —     | —     | 41,4% | 29,4% | 3,9%  | 0,1%  | —     | —     | —     | —     | —     |
| Warriors de Golden State  | 43      | 4,3%  | 4,9%  | 5,8%  | —     | —     | —     | 60,0% | 23,2% | 1,8%  | —     | —     | —     | —     | —     |
| Knicks de New York        | 28      | 2,8%  | 3,3%  | 3,9%  | —     | —     | —     | —     | 72,5% | 16,8% | 0,6%  | —     | —     | —     | —     |
| Raptors de Toronto        | 17      | 1,7%  | 2,0%  | 2,4%  | —     | —     | —     | —     | —     | 81,3% | 12,2% | 0,4%  | —     | —     | —     |
| Bucks de Milwaukee        | 10      | 1,0%  | 1,2%  | 1,4%  | —     | —     | —     | —     | —     | —     | 87,0% | 9,2%  | 0,2%  | —     | —     |
| Nets du New Jersey        | 9       | 0,9%  | 1,1%  | 1,3%  | —     | —     | —     | —     | —     | —     | —     | 90,4% | 6,3%  | 0,1%  | —     |
| Bobcats de Charlotte      | 7       | 0,7%  | 0,8%  | 1,0%  | —     | —     | —     | —     | —     | —     | —     | —     | 93,5% | 3,9%  | —     |
| Pacers de l'Indiana       | 6       | 0,6%  | 0,7%  | 0,9%  | —     | —     | —     | —     | —     | —     | —     | —     | —     | 96,0% | 1,8%  |
| Suns de Phoenix           | 5       | 0,5%  | 0,6%  | 0,7%  | —     | —     | —     | —     | —     | —     | —     | —     | —     | —     | 98,2% |

## Draft

### Légende
| ^ | Signale un joueur qui a été intronisé au Basketball Hall of Fame                                                                |
| * | Signale un joueur qui a été sélectionné pour au moins un match annuel NBA All-Star Game et une récompense annuelle All-NBA Team |
| + | Signale un joueur qui a été sélectionné pour au moins un match annuel NBA All-Star Game                                         |
| x | Signale un joueur qui a été sélectionné pour au moins une récompense annuelle All-NBA Team                                      |
| R | Signale le joueur qui a remporté le titre de NBA Rookie of the Year                                                             |
| m | Signale un joueur qui a remporté le titre de MVP au cours de sa carrière                                                        |

| Freshman (Fr.) : 1re année | Sophomore (So.) : 2e année | Junior (Jr.) : 3e année | Senior (Sr.) : 4e année |

### Premier tour
| Choix | Nom                  | Position           | Nationalité                      | Équipe                                                                     | Provenance                     |
| ----- | -------------------- | ------------------ | -------------------------------- | -------------------------------------------------------------------------- | ------------------------------ |
| 1     | Blake Griffin* R     | Ailier fort        | États-Unis                       | Clippers de Los Angeles                                                    | Oklahoma (So.)                 |
| 2     | Hasheem Thabeet      | Pivot              | Tanzanie                         | Grizzlies de Memphis                                                       | Connecticut (Jr.)              |
| 3     | James Harden* m      | Arrière            | États-Unis                       | Thunder d'Oklahoma City                                                    | Arizona State (So.)            |
| 4     | Tyreke Evans R       | Meneur Arrière     | États-Unis                       | Kings de Sacramento                                                        | Memphis (Fr.)                  |
| 5     | Ricky Rubio          | Meneur             | Espagne                          | Timberwolves du Minnesota (en provenance de Washington)                    | DKV Joventut (Espagne)         |
| 6     | Jonny Flynn          | Meneur             | États-Unis                       | Timberwolves du Minnesota                                                  | Syracuse (So.)                 |
| 7     | Stephen Curry* m     | Meneur             | États-Unis                       | Warriors de Golden State                                                   | Davidson (Jr.)                 |
| 8     | Jordan Hill          | Ailier fort        | États-Unis                       | Knicks de New York                                                         | Arizona (Jr.)                  |
| 9     | DeMar DeRozan*       | Arrière            | États-Unis                       | Raptors de Toronto                                                         | USC (Fr.)                      |
| 10    | Brandon Jennings     | Meneur             | États-Unis                       | Bucks de Milwaukee                                                         | Lottomatica Roma (Italie)      |
| 11    | Terrence Williams    | Arrière            | États-Unis                       | Nets du New Jersey                                                         | Louisville (Sr.)               |
| 12    | Gerald Henderson Jr. | Arrière            | États-Unis                       | Bobcats de Charlotte                                                       | Duke (Jr.)                     |
| 13    | Tyler Hansbrough     | Ailier fort        | États-Unis                       | Pacers de l'Indiana                                                        | North Carolina (Sr.)           |
| 14    | Earl Clark           | Ailier             | États-Unis                       | Suns de Phoenix                                                            | Louisville (Jr.)               |
| 15    | Austin Daye          | Ailier             | États-Unis                       | Pistons de Détroit                                                         | Gonzaga (So.)                  |
| 16    | James Johnson        | Ailier Ailier fort | États-Unis                       | Bulls de Chicago                                                           | Wake Forest (So.)              |
| 17    | Jrue Holiday+        | Meneur             | États-Unis                       | 76ers de Philadelphie                                                      | UCLA (Fr.)                     |
| 18    | Ty Lawson            | Meneur             | États-Unis                       | Timberwolves du Minnesota (en provenance de Miami, transféré à Denver)     | North Carolina (Jr.)           |
| 19    | Jeff Teague+         | Meneur             | États-Unis                       | Hawks d'Atlanta                                                            | Wake Forest (So.)              |
| 20    | Eric Maynor          | Meneur             | États-Unis                       | Jazz de l'Utah                                                             | VCU (Sr.)                      |
| 21    | Darren Collison      | Meneur             | États-Unis                       | Hornets de la Nouvelle-Orléans                                             | UCLA Bruins(Sr.)               |
| 22    | Víctor Claver        | Ailier Ailier fort | Espagne                          | Trail Blazers de Portland (en provenance de Dallas)                        | Pamesa Valencia (Espagne)      |
| 23    | Omri Casspi          | Ailier             | Israël                           | Kings de Sacramento (en provenance de Houston)                             | Maccabi Tel Aviv (Israël)      |
| 24    | B. J. Mullens        | Pivot              | États-Unis                       | Mavericks de Dallas (en provenance de Portland, transféré à Oklahoma City) | Ohio State (Fr.)               |
| 25    | Rodrigue Beaubois    | Meneur             | France                           | Thunder d'Oklahoma City (en provenance de San Antonio, transféré à Dallas) | Cholet (LNB, France)           |
| 26    | Taj Gibson           | Ailier fort        | États-Unis                       | Bulls de Chicago (en provenance de Denver via Oklahoma City)               | USC (Jr.)                      |
| 27    | DeMarre Carroll      | Ailier Ailier fort | États-Unis                       | Grizzlies de Memphis (en provenance d'Orlando)                             | Missouri (Sr.)                 |
| 28    | Wayne Ellington      | Arrière            | États-Unis                       | Timberwolves du Minnesota (en provenance de Boston)                        | North Carolina (Jr.)           |
| 29    | Toney Douglas        | Meneur Arrière     | États-Unis                       | Lakers de Los Angeles (transféré à New York)                               | Florida State (Sr.)            |
| 30    | Christian Eyenga     | Arrière Ailier     | République démocratique du Congo | Cavaliers de Cleveland                                                     | CB Prat (Espagne, 3e division) |

### Deuxième tour
| Choix | Nom              | Position           | Nationalité                   | Équipe                                                                                    | Provenance                       |
| ----- | ---------------- | ------------------ | ----------------------------- | ----------------------------------------------------------------------------------------- | -------------------------------- |
| 31    | Jeff Pendergraph | Ailier fort        | États-Unis                    | Kings de Sacramento (transféré à Portland)                                                | Arizona State (Sr.)              |
| 32    | Jermaine Taylor  | Arrière            | États-Unis                    | Wizards de Washington (transféré à Houston)                                               | Central Florida (Sr.)            |
| 33    | Dante Cunningham | Ailier Ailier fort | États-Unis                    | Trail Blazers de Portland (en provenance de LA Clippers)                                  | Villanova (Sr.)                  |
| 34    | Sergio Llull     | Meneur             | Espagne                       | Nuggets de Denver (en provenance d'Oklahoma City, transféré à Houston)                    | Real Madrid (Espagne)            |
| 35    | DaJuan Summers   | Ailier             | États-Unis                    | Pistons de Détroit (en provenance de Minnesota)                                           | Georgetown (Fr.)                 |
| 36    | Sam Young        | Ailier             | États-Unis                    | Grizzlies de Memphis                                                                      | Pittsburgh (Sr.)                 |
| 37    | DeJuan Blair     | Ailier fort        | États-Unis                    | Spurs de San Antonio (en provenance de Golden State via Phoenix)                          | Pittsburgh (So.)                 |
| 38    | Jon Brockman     | Ailier fort        | États-Unis                    | Trail Blazers de Portland (en provenance de New York via Chicago, transféré à Sacramento) | Washington (Sr.)                 |
| 39    | Jonas Jerebko    | Ailier             | Suède                         | Pistons de Détroit (en provenance de Toronto)                                             | Angelico Biella (Italie)         |
| 40    | Derrick Brown    | Ailier             | États-Unis                    | Bobcats de Charlotte (en provenance de New Jersey via Oklahoma City)                      | Xavier (Fr.)                     |
| 41    | Jodie Meeks      | Arrière            | États-Unis                    | Bucks de Milwaukee                                                                        | Kentucky(Fr.)                    |
| 42    | Patrick Beverley | Meneur             | États-Unis                    | Lakers de Los Angeles (en provenance de Charlotte, transféré à Miami)                     | BC Dnipro (Ukraine, 2e division) |
| 43    | Marcus Thornton  | Arrière            | États-Unis                    | Heat de Miami (en provenance de Indiana, transféré à La Nouvelle-Orléans)                 | LSU (Sr.)                        |
| 44    | Chase Budinger   | Arrière            | États-Unis                    | Pistons de Détroit (transféré à Houston)                                                  | Arizona (Sr.)                    |
| 45    | Nick Calathes    | Meneur             | États-Unis Grèce              | Timberwolves du Minnesota (en provenance de Philadelphia via Miami, transféré à Dallas)   | Florida (So.)                    |
| 46    | Danny Green      | Ailier             | États-Unis                    | Cavaliers de Cleveland (en provenance de Chicago)                                         | North Carolina (Sr.)             |
| 47    | Henk Norel       | Ailier fort        | Pays-Bas                      | Timberwolves du Minnesota (en provenance de Miami)                                        | DKV Joventut (Espagne)           |
| 48    | Taylor Griffin   | Ailier fort        | États-Unis                    | Suns de Phoenix                                                                           | Oklahoma (Sr.)                   |
| 49    | Sergiy Gladyr    | Arrière            | Ukraine                       | Hawks d'Atlanta                                                                           | MBC Mykolaiv (Ukraine)           |
| 50    | Goran Suton      | Pivot              | Bosnie-Herzégovine États-Unis | Jazz de l'Utah                                                                            | Michigan State (Sr.)             |
| 51    | Jack McClinton   | Arrière            | États-Unis                    | Spurs de San Antonio (en provenance de La Nouvelle-Orléans via Toronto)                   | Miami (FL) (Sr.)                 |
| 52    | A. J. Price      | Meneur             | États-Unis                    | Pacers de l'Indiana (en provenance de Dallas)                                             | Connecticut (Sr.)                |
| 53    | Nando de Colo    | Meneur Arrière     | France                        | Spurs de San Antonio (en provenance de Houston)                                           | Cholet (France)                  |
| 54    | Robert Vaden     | Arrière            | États-Unis                    | Bobcats de Charlotte (en provenance de San Antonio, transféré à Oklahoma City)            | UAB (Sr.)                        |
| 55    | Patrick Mills    | Meneur             | Australie                     | Trail Blazers de Portland (en provenance de Denver)                                       | Saint Mary's (CA) (So.)          |
| 56    | Ahmad Nivins     | Ailier fort        | États-Unis                    | Mavericks de Dallas (en provenance de Portland)                                           | Saint Joseph's (Sr.)             |
| 57    | Emir Preldžič    | Ailier             | Bosnie-Herzégovine Slovénie   | Suns de Phoenix (en provenance de Orlando via Oklahoma City, transféré à Cleveland)       | Fenerbahçe Ülkerspor (Turquie)   |
| 58    | Lester Hudson    | Arrière            | États-Unis                    | Celtics de Boston                                                                         | Tennessee-Martin (Sr.)           |
| 59    | Chinemelu Elonu  | Ailier fort        | Nigeria États-Unis            | Lakers de Los Angeles                                                                     | Texas A&M (Fr.)                  |
| 60    | Robert Dozier    | Ailier Ailier fort | États-Unis                    | Heat de Miami (en provenance de Cleveland)                                                | Memphis (Sr.)                    |

## Joueurs notables non draftés
| Nom                 | Position          | Nationalité        | Provenance                 |
| ------------------- | ----------------- | ------------------ | -------------------------- |
| Jeff Adrien         | Ailier fort       | États-Unis         | Connecticut (Sr.)          |
| Josh Akognon        | Meneur            | États-Unis Nigeria | Cal State Fullerton (Sr.)  |
| Antonio Anderson    | Arrière           | États-Unis         | Memphis (Sr.)              |
| Aron Baynes         | Pivot Ailier fort | Australie          | Washington State (Sr.)     |
| Dionte Christmas    | Arrière           | États-Unis         | Temple (Sr.)               |
| Marcus Cousin       | Pivot             | États-Unis         | Houston (Sr.)              |
| Luigi Datome        | Ailier            | Italie             | Virtus Roma (Italie)       |
| Justin Dentmon      | Meneur            | États-Unis         | Washington (Sr.)           |
| Shane Edwards       | Ailier            | États-Unis         | Arkansas-Little Rock (Sr.) |
| Vítor Faverani      | Pivot Ailier fort | Brésil             | CB Axarquía (Espagne)      |
| Alonzo Gee          | Ailier Arrière    | États-Unis         | Alabama (Sr.)              |
| Terrel Harris       | Arrière           | États-Unis         | Oklahoma State (Sr.)       |
| Joe Ingles          | Ailier            | Australie          | South Dragons (Australie)  |
| Aaron Jackson       | Meneur Arrière    | États-Unis         | Duquesne (Sr.)             |
| Chris Johnson       | Pivot Ailier fort | États-Unis         | LSU (Sr.)                  |
| Vyacheslav Kravtsov | Pivot             | Ukraine            | Kyïv (Ukraine)             |
| Marcus Landry       | Ailier fort       | États-Unis         | Wisconsin (Sr.)            |
| Wesley Matthews     | Ailier Arrière    | États-Unis         | Marquette (Sr.)            |
| Jerel McNeal        | Meneur Arrière    | États-Unis         | Marquette (Sr.)            |
| Jeremy Pargo        | Meneur            | États-Unis         | Gonzaga (Sr.)              |
| Garret Siler        | Pivot             | États-Unis         | Augusta State (Sr.)        |
| Garrett Temple      | Arrière           | États-Unis         | LSU (Sr.)                  |
| Miloš Teodosić      | Meneur            | Serbie             | Olympiakós (Grèce)         |
| Luke Zeller         | Pivot Ailier fort | États-Unis         | Notre Dame (Sr.)           |

### Note
1. ↑  Le choix des Wizards de Washington sera transféré plus tard aux Timberwolves du Minnesota.
2. ↑  Blake Griffin remportera le titre de NBA Rookie of the Year en 2011, puisqu'il ne joue pas de la saison 2009-2010, en raison d'une blessure.